# Susi Susanti
Susi Susanti (Tasikmalaya, 11 febbraio 1971) è un'ex giocatrice di badminton indonesiana, vincitrice dell'oro olimpico del singolare a Barcellona 1992 e del bronzo quattro anni dopo ad Atlanta, sempre nel singolare.
Spesso considerata come la migliore giocatrice di badminton mai venuta dall'Indonesia, la Susanti ha dominato la scena del singolare nella prima metà degli anni 90 vincendo, oltre alle medaglie olimpiche, quattro All England Championships (1990. 1991, 1993, 1994), il World Badminton Gran Prix dal 1990 al 1994, i campionati del mondo nel 1993, tre Japan Open e due Uber Cup (1994 e 1996).
Si è ritirata dall'attività agonistica nel 1997 ed ha poi sposato Alan Budikusuma, anche lui campione olimpico a Barcellona; hanno tre figli.
Ha ricevuto il "Premio Herbert Scheele" nel 2002 e due anni dopo è stata poi introdotta nella Hall of Fame del badminton.